# PRO4

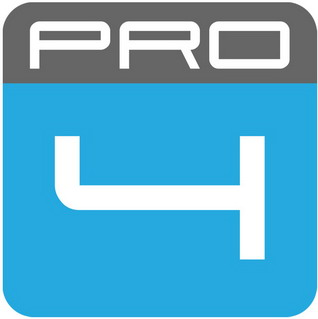
Korábbi logó

A PRO4 magyar, férfiakat célzó, szórakoztató televíziós kábelcsatorna volt 2011 és 2016 között.
A csatorna hangja 2011-től 2013-ig Somogyi Zoltán, 2013-tól 2016-ig Galambos Péter volt, de az újrapozícionálás ellenére továbbra is a csatorna bemondója volt.

## Története
A csatorna előzményei 2010. november 2-án jelentkeztek, amikor az SZTNH-nál levédették az akkori logót. 2010. december 14-én, a TV2 akkori tulajdonosa, a ProSiebenSat.1 bejelentette, hogy egy új férfiakat célzó, szórakoztató csatornával bővíti Magyarországi kínálatát. Az akkori tervek szerint 2011. január 1-én, pontosan egy évvel a FEM3, a csoport nőknek szóló csatornája után indult volna.
A csatorna végül 2011. január 3-án indult el. A PRO4 elsőként a Magyar Telekom műholdas és IPTV-s platformjain volt elérhető. 2011. március 31-én a UPC Direct, május 11-én a Hello Digital, szeptember 12-én a UPC, két nappal rá szeptember 14-én a Vidanet, 2012. február 1-én a Digi műholdas és kábeles kínálatába is bekerült, majd fokozatosan vált elérhetővé más szolgáltatóknál is.
A csatorna 2011-ben a TV2-n futó ÖsszeEsküvők c. valóságshow Rezidenciájából minden este élő műsort sugárzott.
2011. szeptember 1-én szélesvásznú adásra váltott.
A csatorna 2012. március 28-án több mint 1,7 millió háztartásban volt elérhető, fő célcsoportja pedig a 25-34 éves férfi korosztály volt.
A csatorna új logóját 2012. május 30-án levédették, és az év október 22-én logót váltott és ettől kezdve egyre több új műsort kezdett adni.
2015. január 1-én műholdat váltott a FEM3-mal és a Super TV2-vel együtt.
A TV2 Csoport kábelcsatorna-programigazgatója, Fischer Gábor 2016-ban bejelentette a médiacsoport portfólió fejlesztési terveit, melynek keretében a PRO4-et újrapozicionálják Mozi+ néven, amely így mozicsatornaként, más műsorstruktúrával működik tovább. Az új TV2-csatornák közül a Mozi+ indult el elsőként, mivel a korábbi négy TV2-es csatorna közül ez volt a legkevésbé nézett. Az újrapozicionálásra végül 2016. július 11-én került sor. Pár óráig a PRO4 helyére a Super TV2 került. A PRO4 tematikáját jelenleg részben a Spíler1 TV és a Spíler2 TV pótolja, annyi különbséggel, hogy ez a két csatorna nagyrészt sportot közvetít.